# Carl Ferdinand Peters
Carl Ferdinand Peters, také Karl Ferdinand Peters (13. srpna 1825 Libčeves – 7. listopadu 1881 Štýrský Hradec) byl lékař, geolog, mineralog a paleontolog.

## Život
Carl Ferdinand Peters se narodil jako syn soudního vykonavatele a správce panství Leopolda Peterse (1791-1855) a Karoline (rozené Reuss, dcery Franze Ambrosia Reusse) na zámku v Libčevsi.
Peters studoval na vídeňské univerzitě. Dne 27. března 1849 získal doktorát, který byl v březnu 1850 doplněn doktorátem z chirurgie. Po ukončení lékařského vzdělání se rozhodl přestat s lékařskou praxí. Dne 25. října 1850 se stal učitelem přírodopisu a zeměpisu na střední škole ve Štýrském Hradci. V roce 1852 se stal asistentem geologa na Kaiserlich-Königlich Geologische Reichsanstalt ve Vídni, který byl založen císařem Františkem Josefem I. v roce 1849 (dnes Spolkový geologický ústav).
Dne 15. listopadu 1855 byl jmenován profesorem mineralogie na univerzitě v Pešti. 17. února 1861 byl jmenován řádným profesorem pro geognozii na vídeňské univerzitě. Profesorem mineralogie a geologie na univerzitě ve Štýrském Hradci byl jmenován 28. února 1864. Ve školním roce 1866/67 působil Peters jako děkan tamní filozofické fakulty.
Vzhledem ke svému stále se zhoršujícímu zdravotnímu stavu požádal v září 1881 od 1. prosince 1881 o trvalý odchod do důchodu, poté však 7. listopadu 1881 ve věku pouhých 56 let zemřel.